# Aperileptus flavus
Aperileptus flavus är en stekelart som beskrevs av Förster 1871. Aperileptus flavus ingår i släktet Aperileptus och familjen brokparasitsteklar. Arten är reproducerande i Sverige. Inga underarter finns listade i Catalogue of Life.